# Aleksander Jannaj
     sytuacja w 103 p.n.e.
     tereny podbite

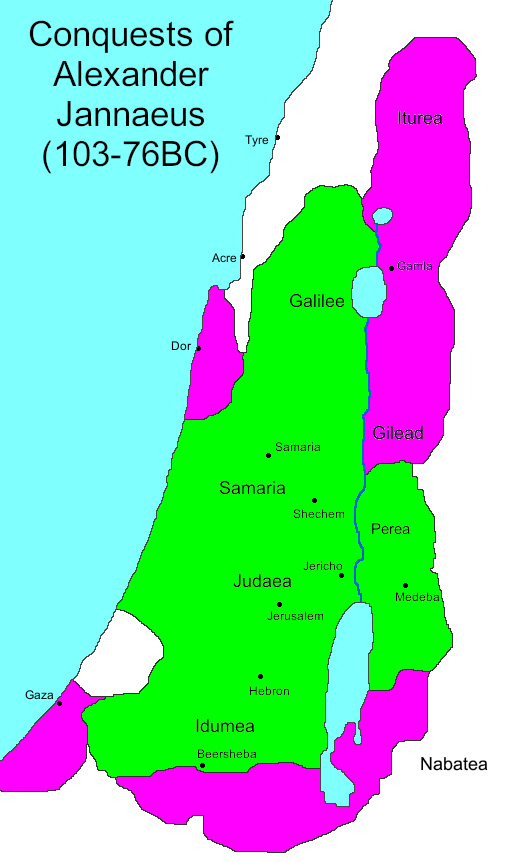
Państwo Machabeuszy za Aleksandra Jannaja.
sytuacja w 103 p.n.e.
tereny podbite

Aleksander Jannaj, Aleksander Janneusz (zm. 76 p.n.e.) – król Judei i arcykapłan od 103 p.n.e. z dynastii Hasmoneuszy. Był trzecim synem Jana Hirkana I. Wstąpił na tron po śmierci swojego brata Arystobula I i wydaje się, że poślubił wdowę po nim zgodnie z prawem lewiratu, choć Flawiusz stwierdza to niewyraźnie. Najprawdopodobniej jego hebrajskie imię brzmiało Jonatan. Jest uważany za barwną postać, a w Talmudzie został przedstawiony jako niegodziwy tyran. Aleksander Jannaj i jego żona mieli duży wpływ na rozwój judaizmu Aleksander rozszerzył granice państwa Hasmoneuszy, a w 81 p.n.e. założył Gamlę – centralne miasto Wzgórz Golan.

## Podboje
Aleksander Jannaj panował przez dwadzieścia siedem lat. Przez większość tego okresu Izrael znajdował się w stanie wojny. Jannaj trafił na dogodne dla podbojów środowisko. Był on popierany przez Kleopatrę III, najprawdopodobniej z powodu obecności dwóch żydowskich dowódców w armii egipskiej. Miało to decydującą rolę podczas wojny z Ptolemeuszem IX Soterem II. W tym czasie w Rzymie dochodziło do konfliktów, a w 86 r. p.n.e. wybuchła wojna domowa. Natomiast podupadłe państwo Seleucydów nie mogło już przeciwstawić się Judei. Jannaj stworzył armię złożoną z najemników oraz judzkich żołnierzy i z jej pomocą podbił większość przybrzeżnych krain oprócz Aszkelonu. Zdobył zachodnią część Samarii, Galileę i północną Transjordanię. Po klęsce zadanej Seleucydom w Akce przyłączył do państwa izraelskiego porty Dory i Cezarei. Pokonał również miasta Raffah i Antedon. W końcu po rocznym oblężeniu zdobył Gazę. Zwycięstwo to dało Judei kontrolę nad śródziemnomorskim ujściem szlaków handlowych Nabatejczyków.

## Wojna z Ptolemeuszem IX Soter II Lathyrosem
Po oblężeniu Gazy Aleksander Jannaj zawarł przymierze z Ptolemeuszem IX Soterem II Lathyrosem. Jednak w rzeczywistości chciał w ten sposób podburzyć jego matkę Kleopatrę III przeciwko synowi. Kiedy Ptolemeusz dowiedział się o tym wyruszył przeciwko Judei. Po pokonaniu Jannaja koło Jordanu, zabił uciekających z żydowskiego wojska. Następnie zaatakował wsie Judei i rozkazał żołnierzom dusić kobiety i dzieci. Następnie pociął je na kawałki, gotował w kotłach i kazał spożyć jako ofiarę. Ten akt kanibalizmu miał przerazić ludność i wojsko Judei. Jannaj nie był już w stanie przeciwstawić się Lathyrowi, jednak Kleopatra III uniemożliwiała mu zajęcie Jerozolimy.

## Arcykapłaństwo
Aleksander Jannaj był w konflikcie z faryzeuszami, podczas gdy konkurencyjni dla nich saduceusze gorąco go popierali, o czym informuje rękopis z Kumran oznaczony jako 4 Q 448. Dodatkową niechęć faryzeuszy przeciwko niemu wzbudziło małżeństwo z wdową po Arystobulu I. Jannaj zyskał reputację władcy, który był bardziej zainteresowany podbojami niż wypełnianiem religijnych obowiązków arcykapłana. Podczas jednego z Świąt Szałasów Aleksander odmówił obrzędowego wylania wody na ołtarz, czym wyraził swoje poparcie dla saduceuszy. Spotkało się to z niezadowoleniem ludu, który wydrwił Jannaja i obrzucił go cytronami. Aleksander rozkazał swoim żołnierzom wymordować buntowników. Zamordowali oni ponad sześć tysięcy ludzi w dziedzińcu świątyni. Takie postępowanie władcy miało znaczny wpływ na wybuch wojny domowej w Judei. Zwój znany jako Q 390 rzuca na tę sprawę nowe światło. Według niego faryzeusze chcieli zakończyć jednoczesne sprawowanie władzy arcykapłańskiej i cywilnej przez członków dynastii hasmonejskiej. Gdy Jannaj odmówił, rozpętała się wojna domowa.

## Wojna domowa w Judei i ukrzyżowanie buntowników
Kiedy po podboju przez Jannaja Gazy Nabatejczycy nie kontrowali już swoich szlaków handlowych prowadzących do Rzymu i Damaszku, doprowadziło to do ataku ich króla Obadasa I na Wzgórza Golan. Po przegranej bitwie Aleksander wycofał się do Jerozolimy. Wtedy to też wybuchła wojna domowa między nim a faryzeuszami i ich zwolennikami. Trwała ona sześć lat i pochłonęła pięćdziesiąt tysięcy ofiar. Kiedy Aleksander zaczął ją wygrywać, buntownicy poprosili o pomoc seleucydzkiego władcę Demetriusza III. Pokonał on Jannaja w okolicach Sychem i zmusił do ucieczki w góry. Jednak buntownicy ostatecznie uznali, że lepiej żeby krajem władał okrutny rodak, niż Seleucyda, i przyłączyli się do walki po stronie Aleksandra, który ostatecznie zatriumfował nad Demetriuszem. Koniec wojny dał poczucie narodowej solidarności przeciwko Seleucydom. Jednak Jannaj nie był zainteresowany pojednaniem. Rozkazał ukrzyżować 800 buntowników i na ich oczach poderżnąć gardła ich żonom i dzieciom. Sam zaś przyglądał się temu widowisku ucztując ze swoimi nałożnicami. Wzmianki o tym wydarzeniu znajdują się w rękopisach znad Morza Martwego. Ponieważ mowa w nich o ekspansji Rzymian w Palestynie musiał być napisany już po upadku dynastii hasmonejskiej. Niektórzy uważają, że „gniewny lew”, który „wiesza żywcem ludzi” z qumrańskich rękopisów to naprawdę Demetriusz III, choć wydaje się to mało prawdopodobne. Wzmianki o ukrzyżowaniu buntowników i ucztowaniu Aleksandra w czasie niego znajdują się jednak u Flawiusza, co pozwala przyjąć historyczność tego wydarzenia.

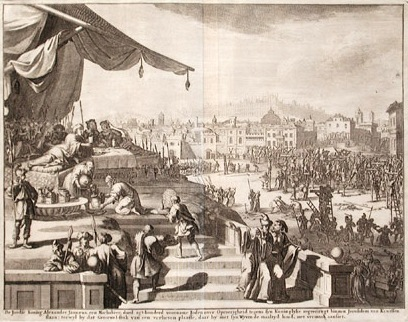
Egzekucja faryzeuszy przez Aleksandra Jannaja, pokazująca króla ucztującego podczas egzekucji, Willem Swiddle (XVII wiek)

## Moneta

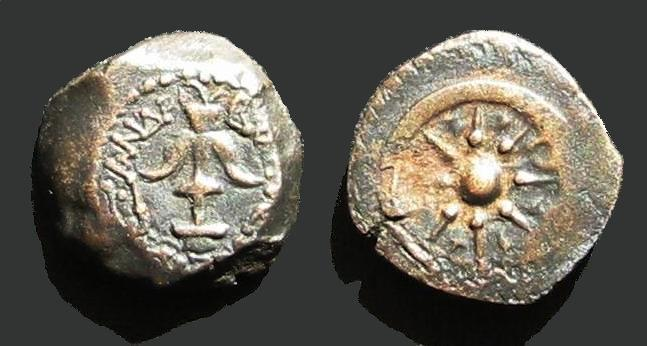
Moneta Aleksandra Jannaja.
Awers: Seleucydzka kotwica i grecka legenda: BASILEOS ALEXANDROU „Król Aleksander”.
Rewers: Ośmioramienne koło albo gwiazda z diademem. Hebrajska legenda: „Yehonatan Król”.

Monety Aleksandra Jannaja podobnie jak inne monety żydowskie nie posiadały wyobrażeń zwierząt ani ludzi, co odróżnia je od greckich i innych wybijanych w tym okresie. Natomiast na monetach żydowskich można było zobaczyć obrazy części przyrody – często wykorzystywano motywy owocu granatu, palmy lub gwiazdy. Używano też innych symboli jak menora, trąbka czy róg obfitości czy w końcu Świątynię Jerozolimską. Monety Aleksandra Jannaja były pierwszymi na którym widać charakterystyczne ośmioszprychowe koło. Przyjmuje się, że do właśnie takich monet odnosi się Ewangelia św. Łukasza 21, 1-4. Nie jest jasna symbolika takiego koła; spekuluje się jakoby oznaczało one gwiazdę poranną, słońce lub niebiosa. Niektórzy sugerują jakoby pochodził od perskich gwiazd z diademem ośmioszprychowego buddyjskiego koła, widocznego na indogreckich monetach Menandra I i na hellenistycznych monetach Argeadzydów. Jednak najprawdopodobniejsza wydaje się teoria mówiąca jakoby źródłem tego symbolu były niektóre monety hellenistyczne, na których za pomocą gwiazdy przedstawiano poszczególnych członków królewskiej rodziny.

## Aleksander Jannaj w literaturze
Aleksander Jannaj jest głównym bohaterem powieści pt. Melech basar we-dam (pol. Król z krwi i kości, ang. The King of Flesh and Blood) autorstwa izraelskiego pisarza Moszego Szamira.